# Tylimanthus viridis
Tylimanthus viridis là một loài rêu trong họ Acrobolbaceae. Loài này được Mitt. mô tả khoa học đầu tiên năm 1976. Danh pháp khoa học của loài này chưa được làm sáng tỏ. 